# Arthur Treacher

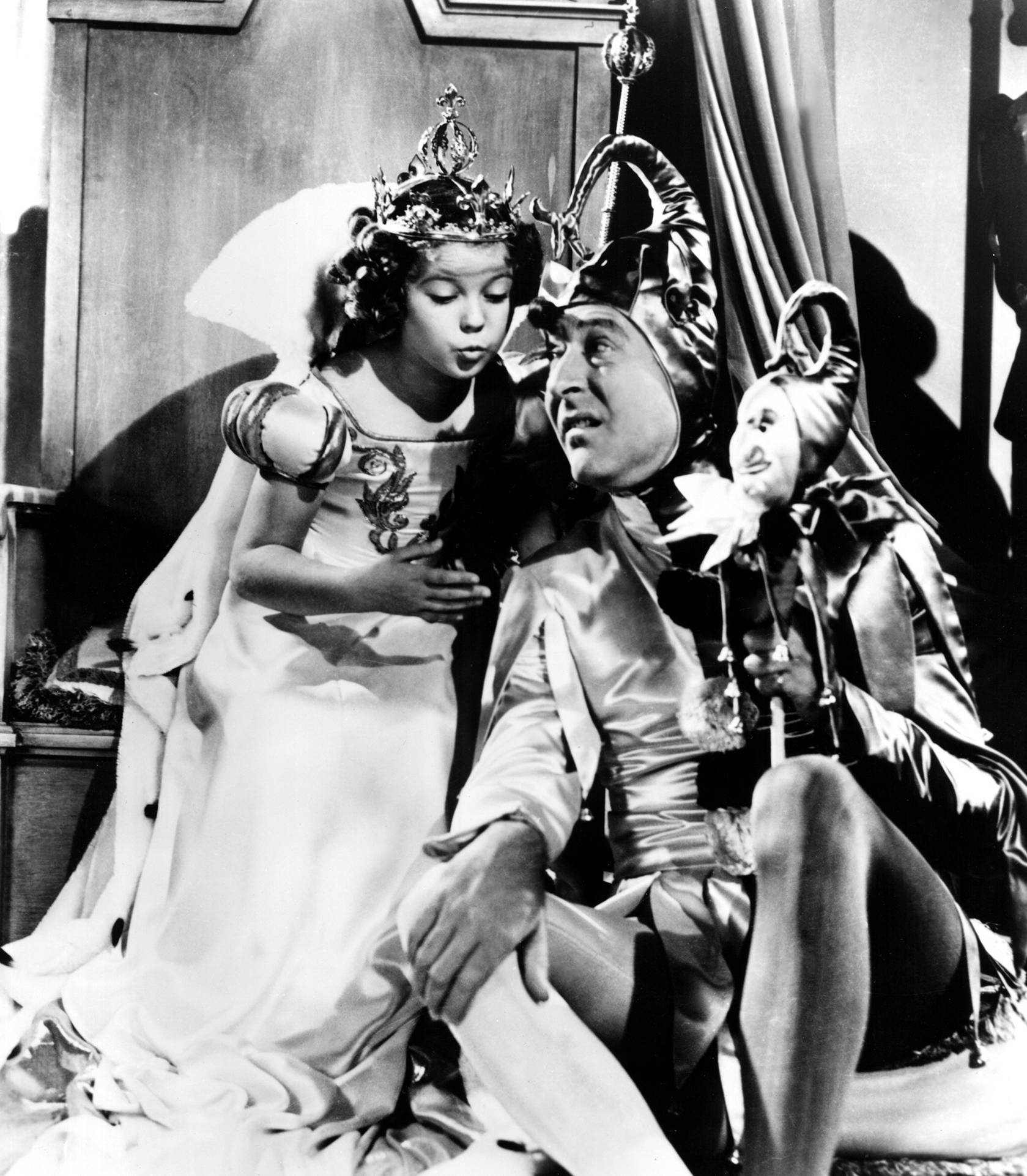
Avec Shirley Temple, dans Petite Princesse (1939)

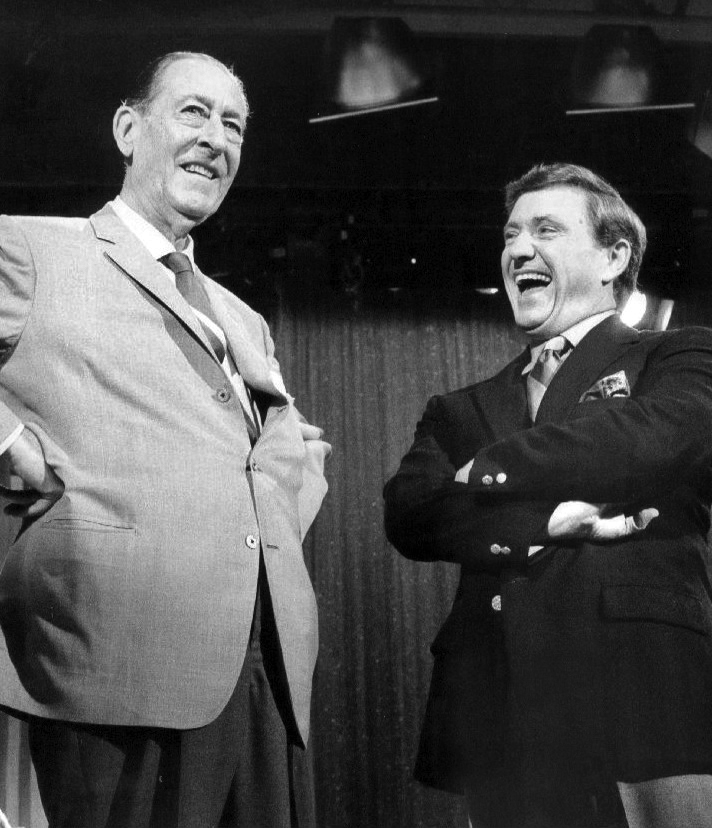
À la télévision, avec Merv Griffin (à d.), dans The Merv Griffin Show (1969)

Arthur Treacher est un acteur anglais, de son nom complet Arthur Veary Treacher, né à Brighton (Angleterre, Royaume-Uni) le 23 juillet 1894, mort d'une crise cardiaque à Manhasset (État de New York, États-Unis) le 14 décembre 1975.

## Biographie
Au théâtre, Arthur Treacher débute en 1926 (année où il s'installe aux États-Unis) à Broadway. Il y joue jusqu'en 1962, dans six pièces (dont trois de George Bernard Shaw et une de Jean Anouilh), trois revues (dont une des Ziegfeld Follies) et quatre comédies musicales. Sa dernière prestation à Broadway est dans la comédie musicale à succès Camelot (créée en 1960).
Au cinéma, de 1929 à 1964, il participe à soixante-quinze films américains, dont quatre avec Shirley Temple dans les années 1930. Ainsi, dans Petite Princesse (1939), aux côtés de la jeune actrice, il tient un de ses rôles les mieux connus, celui de 'Bertie' Minchin. Notons que durant sa carrière au cinéma, Arthur Treacher se produit à de nombreuses reprises comme maître-d'hôtel et dans des films musicaux. C'est dans l'un d'eux — Mary Poppins (1964) — qu'il joue sur grand écran son dernier rôle, également bien connu (le policier Jones).
À la télévision, il apparaît dans dix séries (dont plusieurs consacrées au théâtre), entre 1948 et 1964, année où il se retire.
Pour sa contribution au cinéma, une étoile lui est dédiée sur le Walk of Fame d'Hollywood Boulevard.

## Filmographie partielle
Au cinéma
- 1929 : The Battle of Paris de Robert Florey
- 1934 : Les Pirates de la mode (Fashions of 1934) de William Dieterle
- 1934 : Hollywood Party de Roy Rowland
- 1934 : Le capitaine déteste la mer (The Captain Hates the Sea) de Lewis Milestone
- 1934 : Student Tour de Charles Reisner
- 1934 : Madame du Barry (Madame Du Barry) de William Dieterle
- 1935 : Le Secret magnifique (Magnificent Obsession) de John M. Stahl
- 1935 : Vivre sa vie (I live my Life) de W. S. Van Dyke
- 1935 : Le Songe d'une nuit d'été (A Midsummer Night's Dream) de William Dieterle et Max Reinhardt
- 1935 : Cocktails et Homicides (Remember Last Night ?) de James Whale
- 1935 : David Copperfied (The Personal History, Adventures, Experience, & Observation of David Copperfield the Younger) de George Cukor (caméo)
- 1935 : Going Highbrow de Robert Florey
- 1935 : La Dame en rouge (The Woman in Red) de Robert Florey
- 1935 : Ville frontière (Bordertown) d'Archie Mayo
- 1935 : Boucles d'or (Curly Top) d'Irving Cummings
- 1935 : Aux frais de la princesse (The Daring Young Man) de William A. Seiter
- 1935 : La Femme de sa vie (No More Ladies) d'Edward H. Griffith et George Cukor
- 1936 : Les Aventures de Jeeves, valet de chambre (Thank You, Jeeves!) d'Arthur Greville Collins
- 1936 : Satan Met a Lady de William Dieterle
- 1936 : Betsy (Hearts divided) de Frank Borzage
- 1936 : La Folle Héritière (Under Your Spell) d'Otto Preminger
- 1936 : Transatlantic Follies (Anything Goes), de Lewis Milestone
- 1936 : Ching-Ching (Stowaway), de William A. Seiter
- 1937 : Heidi la sauvageonne (Heidi) d'Allan Dwan
- 1937 : Le Prince X (Thin Ice) de Sidney Lanfield
- 1937 : Brelan d'as (You can't have Everything) de Norman Taurog
- 1938 : Always in Trouble de Joseph Santley
- 1938 : Délicieuse (Mad About Music) de Norman Taurog
- 1938 : Up the River d'Alfred L. Werker
- 1939 : Petite Princesse (The Little Princess) de Walter Lang
- 1939 : Bridal Suite de Wilhelm Thiele
- 1939 : Barricade (en) de Gregory Ratoff
- 1940 : Brother Rat and a Baby de Ray Enright
- 1940 : Irène (Irene) d'Herbert Wilcox
- 1942 : Au pays du rythme (Star spangled Rythm) de George Marshall
- 1943 : Et la vie recommence (Forever and a Day) de René Clair, Edmund Goulding & al.
- 1943 : The Amazing Mrs. Holliday, de Bruce Manning
- 1944 : Le Grand National (National Velvet) de Clarence Brown
- 1944 : Hommes du monde (In Society) de Jean Yarbrough et Erle C. Kenton
- 1944 : Les Flirts des Corrigans (Chip Off the Old Block)
- 1945 : L'esprit fait du swing (That's the Spirit) de Charles Lamont
- 1945 : Délicieusement dangereuse (Delightfully Dangerous) d'Arthur Lubin
- 1947 : Fun on a Weekend d'Andrew L. Stone
- 1947 : La Belle Esclave (Slave Girl) de Charles Lamont
- 1948 : La Comtesse de Monte-Cristo (en) (The Countess of Monte Cristo) de Frederick de Cordova
- 1949 : Le Baiser de minuit (That Midnight Kiss) de Norman Taurog
- 1950 : Ma brute chérie (Love that Brute) d'Alexander Hall
- 1964 : Mary Poppins de Robert Stevenson

## Théâtre (à Broadway)
- 1926 : The Great Temptations, revue, musique de Maurice Rubens, lyrics de Clifford Grey, livret d'Harold Atteridge, avec Jay C. Flippen
- 1928 : 'The Madcap, comédie musicale, musique de Maurice Rubens, lyrics de Clifford Grey, livret de Gertrude Purcell et Gladys Unger, d'après une pièce de Régis Gignoux et Jacques Thery, avec Sydney Greenstreet
- 1930-1931 : Sweet and Low, revue, musique de divers dont Oscar Levant, George M. Cohan, lyrics de divers dont Ira Gershwin, chorégraphie de Danny Dare et Busby Berkeley, avec Fanny Brice
- 1931 : Colonel Satan, pièce de Booth Tarkington, mise en scène de Stanley Logan, avec Jessie Royce Landis
- 1931 : The Wonder Bar, comédie musicale, musique de Robert Katscher, lyrics d'Irving Caesar, livret d'I. Caesar et Abel Kandel, d'après Geza Herczeg et Karl Farkas, avec Al Jolson
- 1931 : L'École de la médisance (The School for Scandal), pièce de Richard Brinsley Sheridan, avec Ethel Barrymore
- 1940-1942 : Panama Hattie, comédie musicale, musique et lyrics de Cole Porter, livret d'Herbert Fields et B.G. DeSylva, orchestrations de divers dont Robert Russell Bennett, avec June Allyson, Betsy Blair, Lucille Bremer, Hal Conklin, James Dunn, Betty Hutton, Ethel Merman, Vera-Ellen
- 1943-1944 : Ziegfeld Follies of 1943, revue, musique de Ray Henderson et Dan White, lyrics de Jack Yellen et Buddy Burston, sketches de divers, avec Milton Berle, Ilona Massey, Jack Cole
- 1949-1950 : César et Cléopâtre (Caesar and Cleopatra), pièce de George Bernard Shaw, mise en scène de Cedric Hardwicke, avec Ralph Forbes, C. Hardwicke, Robert Earl Jones, Lilli Palmer, Ivan F. Simpson
- 1951 : Getting Married, pièce de George Bernard Shaw, avec Barbara Britton, Dennis Hoey, Peggy Wood
- 1958 : En remontant à Mathusalem (Back to Methuselah), pièce de George Bernard Shaw, avec Faye Emerson, Tyrone Power
- 1959 : L'Hurluberlu ou le Réactionnaire amoureux (The Fighting Cock), pièce de Jean Anouilh, adaptation de Lucienne Hill, mise en scène de Peter Brook, avec Michael Gough, Rex Harrison, Roddy McDowall
- 1962 : Camelot, comédie musicale, musique de Frederick Loewe, lyrics et livret d'Alan Jay Lerner, production de F. Loewe, A. J. Lerner et Moss Hart, mise en scène de M. Hart, orchestrations de Robert Russell Bennett et Philip J. Lang, costumes d'Adrian et Tony Duquette, avec Richard Burton, Julie Andrews (Kathryn Grayson en remplacement), Robert Coote (Arthur Treacher en remplacement), John Cullum, Robert Goulet, Roddy McDowall